# Río Nechi
Le río Nechi est une rivière de Colombie et un affluent du río Cauca dans le bassin du río Magdalena.

## Géographie
Le río Nechi prend sa source au nord de la cordillère Centrale, dans le département d'Antioquia. Il coule ensuite vers le nord-est puis le nord, laissant la serranía de San Lucas à sa droite, avant de rejoindre le río Cauca au niveau de la municipalité de Nechí.